# Bucy-le-Long

Bucy-le-Long este o comună în departamentul Aisne din nordul Franței. În 1 ianuarie 2022 avea o populație de 1.915 de locuitori.